# Три формы единства

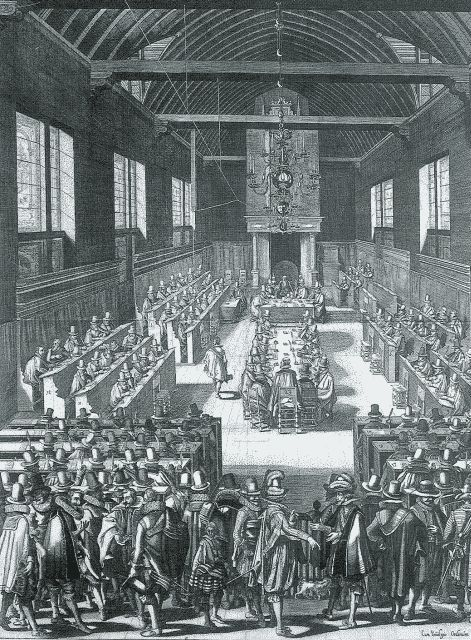
Синод Дордрехта

Три формы единства — это три теологических документа, принятых Синодом Дордрехта в 1618—1619 годах. Они стали основой вероучения Реформатской церкви того времени. Из этой церкви вышли Голландская Реформатская церковь и различные Реформатские конфессии. Частично на её основе сформировалась Протестантская церковь Нидерландов (PKN), основанная в 2004 году.
Формы содержат следующие документы:
- Гейдельбергский катехизис, подготовленный Захарией Урсинусом и Каспаром Олевианусом в 1563 году.
- Голландское исповедание веры, написанное Гвидо де Бресом в 1561 году
- Каноны Дордта, составленные Синодом Дордрехта в 1618 и 1619 годах. Их также называют «Пять статей против ремонстрантов».

Помимо Трех форм эти церкви также признают в качестве конфессиональных документов общехристианские символы веры: Апостольский символ веры, Никейский символ веры и Афанасьевский символ веры.

## Применение
Синод Дордрехта сделал подписание Трех форм единства обязательным для предикантов Реформатской церкви, а также для учителей школ и катехизаторов. Последнее требовало поддержки местных властей. В 1631 году городской совет Утрехта постановил, что все учителя городских и частных школ должны подписать Три формы единства под страхом исключения. В 1663 году последовало за ним Делфт, а в 1683 году — Амерсфорт.
Хотя подписание всех трех форм было обязательным, во времена Голландской республики не было совместной публикации трех форм. Поэтому было достаточно подписать форму, установленную Синодом Дордрехта.
Выражение «Три формы единства» в отношении упомянутых конфессиональных сочинений использовалось уже в XVIII и XIX веках. В XVIII веке это выражение можно встретить у таких писателей, как Ян Якоб Браге и Иоганн Конрад Аппелий.
В XIX веке церковный раскол 1834 года привел к переоценке канонов Дордрехта в сецессионистских кругах. В Реформатской церкви внутри более ортодоксальных движений возник конфликт по поводу статуса приверженности её конфессиональным писаниям. Это привело к тому, что в 1869 году Йохан Юстус ван Тоорененберген выпустил научное издание этих трех исповедальных сочинений, отведя в них подчиненное место Дортским канонам. В ответ на это Авраам Кайпер опубликовал в 1883 году собственное издание в рамках своего плана по возвращению Реформатской церкви к тому, что он считал её реформатскими корнями: «Три формы единства с церковным порядком, установленным для Реформатских церквей этих стран на их последнем Национальном синоде». Издано для церковного и домашнего пользования. Тем самым он ввел Три Формы Единства заглавными буквами как фиксированное описание трех конфессиональных писаний после Реформации. Кайпер выступил за то, чтобы признания подписывали не только служители, но и старейшины, тем самым пойдя на шаг дальше Дордтского синода. С тех пор Три Формы стали стандартом в церковных Библиях различных реформатских церквей. Издания «Трех форм», подготовленные служителями других реформатских церквей, таких как реформатские конгрегации, также имели название, выбранное Кайпером.

## Теология
В этих исповедях отчетливо присутствуют идеи Реформации Мартина Лютера, Жана Кальвина и Ульриха Цвингли. Многие формулировки в этих трудах буквально восходят к «Наставлениям» Кальвина. Первое издание Института было опубликовано в 1536 году.

## Значение
Три Формы Единства имеют несколько функций:
- Они служат источником передачи веры в катехизации, проповеди и образовании. В частности, такую функцию выполняет Гейдельбергский катехизис.
- Для ортодоксальных реформатских церквей и организаций они служат формулировкой того, что считается фундаментальным и неотъемлемым ядром веры. Например, многие реформатские и католико-правовые школы требуют от своих сотрудников согласия с этими отрывками из Священного Писания. Затем говорится, что они должны «подписаться под Формами Единства».

Для многих христиан в Нидерландах эти формы по-прежнему имеют значение. Тот факт, что часть церкви отделяется от Протестантской церкви Нидерландов, отчасти объясняется привязанностью к этим формам. PKN использует более широкую основу, чем эти формы. Некоторые с этим не согласны, что привело к основанию Восстановленной реформатской церкви.

## Политика
Голландская реформаторская политическая партия (SGP) в своих основных принципах, принятых в 1918 году, заявляет, что она полностью и безоговорочно поддерживает Три формы единства, установленные на Национальном синоде, состоявшемся в Дордрехте в 1618 и 1619 годах. Это делает его единственным голландским политическим движением, сделавшим формы единства своими основными принципами. Христианский союз также упомянул Три формы в своих принципах, но описал свою приверженность им более свободно, чем SGP. Ссылка на эти Символы веры была удалена в 2015 году и заменена ссылкой на Никейский Символ веры.